# نافذة 10/40

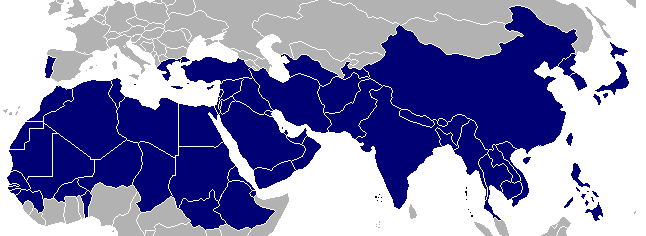
نافذة 10/40.

نافذة 10/40 هو مصطلح صاغه المبشر المسيحي لويس بوش في عام 1990، للإشارة إلى تلك المناطق الواقعة في نصف الكرة الأرضية الشرقي، بالإضافة إلى الجزء الأوروبي والأفريقي في نصف الكرة الأرضية الغربي، والتي تقع ما بين خطوط 10 و40 درجة شمال خط الاستواء، وهي المنطقة التي كانت عشية عام 1990 فيها أعلى مستوى من التحديات الاجتماعية والاقتصادية، وأقل المناطق التي وصلت إليها الرسالة المسيحية والموارد المسيحية على كوكب الأرض. حيث أن أغلبية سكان نافذة 10/40 هم من المسلمين، البوذيين، الهندوس، اليهود والملحدين.
تعرضت نافذة 10/40 إلى انتقادات مثلًا المنطقة تتضمن دول ذات أغلبية مسيحية وتاريخ مسيحي طويل وهي البرتغال واليونان والفلبين وإثيوبيا؛ فضلًا عن دول تشهد المسيحية فيها نموًا وحيوية مثل كوريا الجنوبية.

## مواقع خارجية
- Updated statistics, including some relating to 10/40 Window
- 10/40 Window Maps Updated data from the original نظم المعلومات الجغرافية analysis